# Yucca filifera
Yucca filifera (Trivialnamen in anderen Sprachen: Palma China, Palma Corriente, Maji o Baji, Tambasi Yucca) ist eine Pflanzenart der Gattung der Palmlilien (Yucca) in der Familie der Spargelgewächse (Asparagaceae).

## Beschreibung
Die solitär wachsende Yucca filifera stammbildend und erreicht eine Wuchshöhe von 10 bis 15 Metern. Mit bis zu 50 Verzweigungen ist sie eine der außergewöhnlichsten Arten. Die variablen Rosetten sind 0,4 bis 0,8 Meter breit. Die steifen, rauen, grünen 0,3 bis 0,8 Meter langen Laubblätter bilden an den Blatträndern Fasern.
Der herabhängende, verzweigte Blütenstand wird 1 bis 1,5 m lang. Die weißen, cremefarbenen, kugelförmigen bis glockenförmigen Blüten weisen eine Länge von etwa 3 bis 6 cm und einen Durchmesser von 1,5 bis 2,5 cm auf. Die Blütezeit reicht von März bis Juli.
Yucca filifera ist ein weiteres Mitglied der SektionYucca, Serie Treculianae. Sie ist verwandt mit Yucca decipiens. Jedoch kann sie auch leicht mit Yucca valida und Yucca periculosa verwechselt werden. Yucca filifera hat eines der größten Verbreitungsgebiete der Gattung. Typisch ist der herabhängende Blütenstand. Sie erinnert an den Giganten der Mojave-Wüste Yucca brevifolia.
Im Botanischen Garten von Huntington in Kalifornien wachsen alte, 15 m hohe Pflanzen. In mediterranen Regionen in Europa, z. B. in Frankreich, Fréjus, La Londe-les-Maures, Saint-Tropez und Cannes sind sie ebenso angesiedelt. Bei trockenem Stand ist Yucca filifera frosthart bis minus 15 °C. In Albuquerque, New Mexico, sind Exemplare zu sehen.

## Verbreitung
Yucca filifera wächst in Mexiko, Zentral- und Ost-Mexiko. Das Hauptverbreitungsgebiet liegt in der Chihuahua-Wüste in den Staaten Coahuila, Nuevo León, Zacatecas, San Luis Potosí, Tamaulipas, Guanajuato, Querétaro, Hidalgo und Michoacán in unterschiedlichen Bodenarten, in Ebenen oder an steinigen Hängen in Höhenlagen zwischen 500 und 2600 Meter. Vergesellschaftet ist diese Art oft mit Yucca treculiana, Yucca queretaroensis, Yucca endlichiana, Yucca rigida, Yucca potosina, Yucca carnerosana, Agave striata, Agave gentryi, Dasylirion longissimum und verschiedenen Kakteenarten.

## Systematik
Die Erstbeschreibung durch J. Benjamin Chabaud unter dem Namen Yucca filifera ist 1876 veröffentlicht worden. Ein Synonym für die Art ist Yucca australis  Trel.

## Bilder
Yucca filifera:

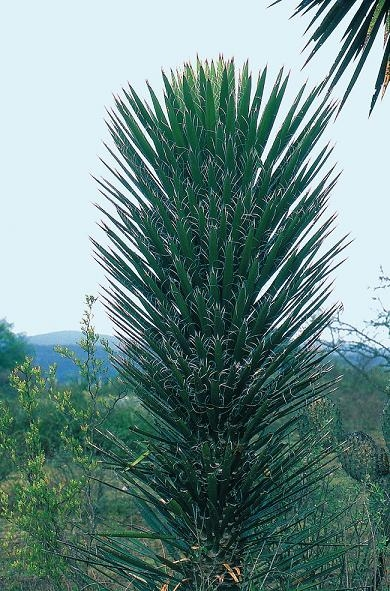
Jungpflanze in Mexiko
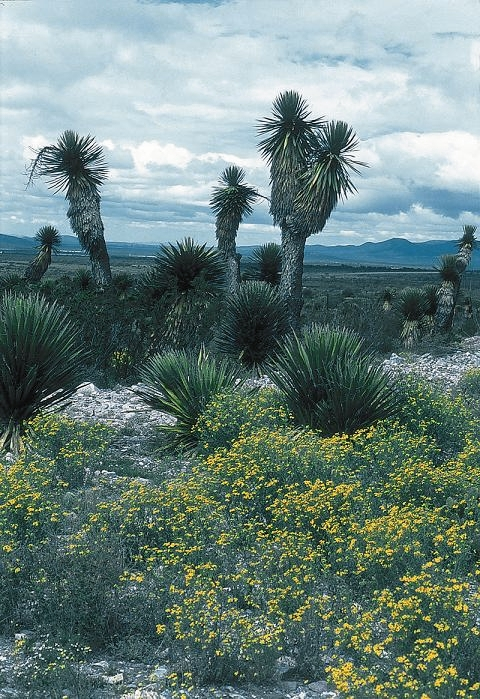
In verschiedenen Altersstufen in Mexiko
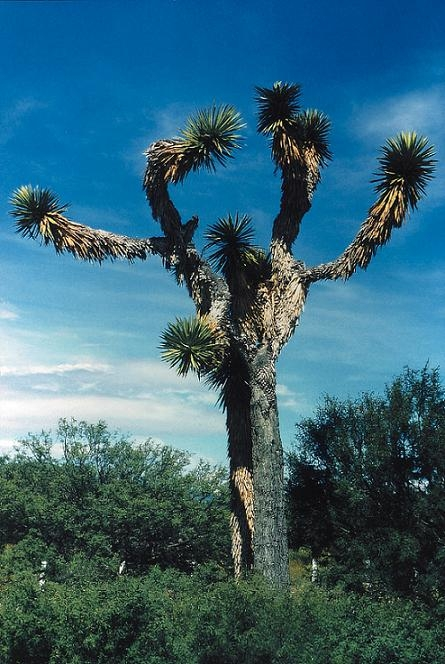
Außergewöhnliches Exemplar in Mexiko
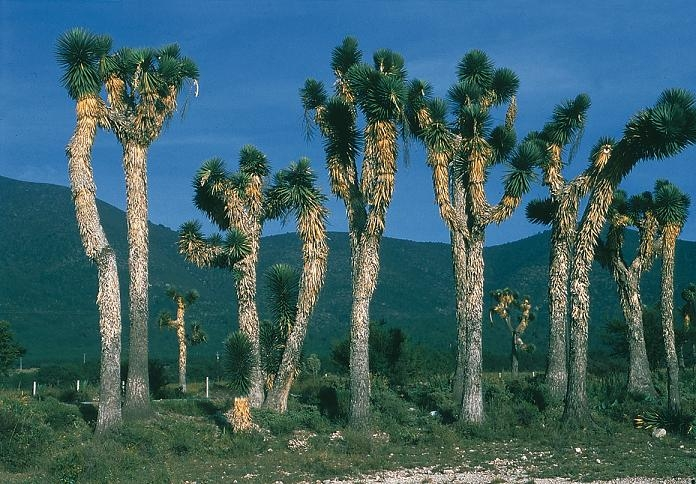
Sehr alte Gruppe in Mexiko